# Sporazum o večnem miru (1686)
Sporazum o večnem miru ali enostavno Večni mir (rusko  Вечный мир, Večnij mir, poljsko Pokój wieczysty, tradicionalno Pokój Grzymułtowskiego, litovsko Amžinoji taika) je bil sporazum, sklenjen 6. maja 1686 med Ruskim carstvom in poljsko-litovsko Republiko obeh narodov. Sporazum sta 6. maja 1686 v Moskvi v imenu Republike obeh narodov podpisala poznanski poveljnik Krzysztof Grzymułtowski in litovski kancler Marcjan Ogiński, v imenu Ruskega carstva pa ruski knez Vasilij Vasiljevič Golicin. Sprti strani je k sklenitvi miru prisililo posredovanje Osmanskega cesarstva v dogajanje v Ukrajini.
Sporazum o večnem miru je potrdil sklepe  Andrusovskega sporazuma iz leta 1667.  Sestavljen je iz bil preambule in 33 členov. Sporazum  je Rusiji zagotovil posest Levobrežne Ukrajine in mesto Kijev, ki je sicer spadal v Desnobrežno Ukrajino.  Rusko carstvo je moralo plačati Poljski odškodnino 146.000 rubljev kot nadomestilo za izgubo Levobrežne Ukrajine. Rusiji so bile prepuščene tudi pokrajine Zaporoška Seč, sibirske dežele in mesta Černigov, Starodub in Smolensk. Poljska je obdržala Desnobrežno Ukrajino. Obe strani sta se sporazumeli, da ne bosta sklepali enostranskih sporazumov z Osmanskim cesarstvom.
Rusija je s podpisom sporazuma postala članica protiturške koalicije, ki je bila sestavljena iz Republike obeh narodov,  Svetega rimskega cesarstva in Beneške republike. Rusija se je zavezala, da bo organizirala vojaško akcijo proti Krimskemu kanatu, ki je privedla do rusko-turške vojne (1686–1700).
Sporazum o večnem miru je bil velik uspeh ruske diplomacije. Na Poljskem so sporazumu odločno nasprotovali. Poljsko-litovski Sejm (parlament) je  sporazum ratificiral šele leta 1710. Pravna legitimnost njegove ratifikacije je sporna. Po mnenju Jaceka Staszewskega je sporazum sporen, ker ni bil potrjen do sklica Sejma leta 1764.
Sporazum je pomenil prelomnico v rusko-poljskih odnosih in igral pomembno vlogo v bojih vzhodnoevropskih narodov proti turško-tatarskim agresorjem. Kasneje  je Rusiji omogočil vojno s Švedsko za dostop do Baltskega morja.
Meje med Rusijo in Republiko obeh narodov, določene z Večnim mirom, so veljale do prve delitve Poljske leta 1772.